# Soim
Der Soim war das äußerst kurzlebige Parlament der Republik der Karpatenukraine 1939 mit Sitz in Chust.
Mit dem Vertrag von Saint-Germain vom 10. September 1919 erhielt die Tschechoslowakei die Karpatenukraine, mit der bei der Pariser Friedenskonferenz gestellten Auflage, diesem eine weitreichende Autonomie zu gewähren. Diese Autonomie wurde dem Gebiet jedoch in der Praxis bis 1938 nicht gewährt, das Parlament für das Gebiet wurde nie einberufen.
Nachdem auch die Slowakei Anfang Oktober 1938 ihre Autonomie innerhalb der Tschecho-Slowakei proklamiert hatte, wurde auch in der Karpatenukraine am 11. Oktober die erste autonome Regierung unter Andrej Brodij gebildet. Am 12. Februar 1939 fanden Wahlen zum autonomen karpatenukrainischen Landtag Soim statt. Rechtsgrundlage war das Autonomiegesetz, das das Parlament in Prag am 22. November 1938 erlassen hatte. Das Parlament umfasste 32 Abgeordnete. Davon waren 29 Ukrainer, 1 Tscheche, 1 Rumäne und ein Deutscher (Anton Ernst Oldofredi).
Eine Wahl im demokratischen Sinne fand nicht statt. Zur Wahl trat lediglich eine Einheitsliste der Ukrajinské národní sjednocení (UNS) (Ukrainisch Nationale Union) an. Diese faschistisch geprägte Einheitspartei war am 13. Januar 1939 nach dem Verbot der anderen Parteien entstanden.
Der Soim trat nur zu einer einzigen Sitzung am 15. März 1939 zusammen. Auf dieser Sitzung erklärten die 22 erschienenen Abgeordneten die Unabhängigkeit der Karpatenukraine. Unmittelbar nach dieser Erklärung besetzte Ungarn die Karpatenukraine. Am 23. März wurde das Gebiet offiziell von Ungarn annektiert.